# استريزلي
استريزلي، (بالإنجليزية: Esterzili)‏، هي بلدية، في مقاطعة جنوب سردينيا، في إقليم سردينيا الإيطالي، وتقع على بعد حوالي 100 كيلومتر (62 ميل) إلى الشمال من كالياري.

## السكان
في سنة 1861 بلغ عدد السكان 714 نسمة، وتطور العدد ليصل في سنة 2011 لـ 721 نسمة.
يظهر هذا المخطط البياني تطور النمو السكاني لـ استريزلي